# USS Hawkins (DD-873)
USS Hawkins (DD-873/DDR-873) là một tàu khu trục lớp Gearing được Hải quân Hoa Kỳ chế tạo vào giai đoạn cuối Chiến tranh Thế giới thứ hai. Nó là chiếc tàu chiến duy nhất của Hải quân Mỹ được đặt theo tên Đại úy Thủy quân Lục chiến William Deane Hawkins (1914–1943), người đã tử trận trong trận Tarawa và được truy tặng Huân chương Danh dự. Không kịp hoạt động trong Thế chiến II, con tàu tiếp tục phục vụ trong giai đoạn Chiến tranh Lạnh, Chiến tranh Triều Tiên và Chiến tranh Việt Nam, cho đến khi ngừng hoạt động vào năm 1979. Nó được chuyển cho Đài Loan vào năm 1983 và tiếp tục phục vụ cùng Hải quân Trung Hoa dân quốc như là chiếc ROCS Shao Yang, còn được gọi là Tze Yang, cho đến những năm cuối của thập niên 1990; con tàu bị tháo dỡ sau đó, nhưng một phần cấu trúc thượng tầng còn được giữ lại để trưng bày. Hawkins được tặng thưởng hai Ngôi sao Chiến trận do thành tích phục vụ trong Chiến tranh Triều Tiên.

## Thiết kế và chế tạo
Con tàu được đặt lườn tại xưởng tàu của hãng Consolidated Steel Corporation ở Orange, Texas vào ngày 14 tháng 5 năm 1944. Nguyên được dự định mang tên Beatty, nó được đổi tên thành Hawkins vào ngày 22 tháng 6 năm 1944, rồi được hạ thủy vào ngày 7 tháng 10 năm 1944. Nó được đỡ đầu bởi bà Clara Jane Hawkins, mẹ của Đại úy Hawkins, và nhập biên chế vào ngày 10 tháng 2 năm 1945 dưới quyền chỉ huy của Hạm trưởng, Trung tá Hải quân C. Iverson.

## Lịch sử hoạt động

### 1940 - 1950
Sau khi hoàn tất việc chạy thử máy tại vùng biển Caribe, Hawkins đi đến Norfolk, Virginia vào ngày 23 tháng 3 năm 1945, nơi nó được cải biến thành một tàu khu trục cột mốc radar. Rời xưởng tàu vào ngày 26 tháng 5, nó thực hành huấn luyện trước khi lên đường từ khu vực vịnh Guantánamo, Cuba vào ngày 18 tháng 6 để đi San Diego và Trân Châu Cảng. Đi đến vùng biển Hawaii vào ngày 8 tháng 7, nó chuẩn bị để tham gia giai đoạn kết thúc của cuộc xung đột tại Thái Bình Dương. Tuy nhiên chỉ ba ngày sau khi khởi hành từ Trân Châu Cảng vào ngày 12 tháng 8 để đi Eniwetok, Đế quốc Nhật Bản đã chấp nhận đầu hàng kết thúc Thế Chiến II.
Hawkins tiếp tục hành trình từ Eniwetok đi Iwo Jima, và đến vịnh Tokyo vào ngày 27 tháng 8, hỗ trợ cho việc đổ bộ lực lượng chiếm đóng. Sau đó nó hộ tống các tàu bè đi về vùng quần đảo Mariana, và ở lại vùng biển Nhật Bản cho đến ngày 3 tháng 1 năm 1946. Chiếc tàu khu trục ghé qua Philippines và Saipan trong hành trình quay trở về nhà, về đến Trân Châu Cảng vào ngày 3 tháng 4.
Đi đến San Diego vào ngày 11 tháng 4, Hawkins tham gia các hoạt động huấn luyện dọc theo vủng bờ Tây, cho đến khi lại lên đường hướng sang Viễn Đông vào tháng 1, 1947. Nó hoạt động trong khu vực giữa các cảng Trung Quốc và Triều Tiên, hỗ trợ cho những hoạt động của lực lượng Thủy quân Lục chiến nhằm ổn định tình hình tại Trung Quốc và bảo vệ cho quyền lợi của công dân Hoa Kỳ. Nó đã đóng vai trò chính trong hoạt động cứu hộ ngoài khơi Chilang Point, Hong Kong vào ngày 19 tháng 7, 1947, khi chiếc tàu biển chở hành khách SS Hong Kheng bị đắm với hơn 2.000 hành khách trên tàu. Nó quay trở về Hoa Kỳ vào ngày 8 tháng 10, 1947.
Sau một năm hoạt động thường lệ tại San Diego, Hawkins lại khởi hành đi sang vùng biển Tây Thái Bình Dương, đi đến Thanh Đảo, Trung Quốc vào ngày 29 tháng 10, 1948. Sau khi hoàn tất lượt phục vụ tại Viễn Đông, nó rời Thanh Đảo vào ngày 6 tháng 12 cho hành trình quay trở về nhà. Chuyến đi dài vòng quanh trái đất này đã đưa con tàu viếng thăm Ceylon (nay là Sri Lanka); Thổ Nhĩ Kỳ; Gibraltar; thành phố New York và Panama trước khi về đến San Diego vào ngày 10 tháng 3, 1949.
Không lâu sau đó, Hawkins được điều động sang Hạm đội Đại Tây Dương, đi đến cảng nhà mới Newport, Rhode Island vào ngày 23 tháng 5, 1949. Trong một năm tiếp theo nó hoạt động huấn luyện dự bị và tham gia các đợt thực hành tại vùng biển Caribe. Nó được xếp lại lớp và mang ký hiệu lườn mới DDR-873 vào ngày 18 tháng 3, 1949. Con tàu lên đường vào ngày 2 tháng 5, 1950 cho một đợt phục vụ cùng Đệ Lục hạm đội tại Địa Trung Hải.

### Chiến tranh Triều Tiên
Trong khi Hawkins đang hoạt động tại vùng biển Địa Trung Hải vào tháng 6, 1950, quân đội Bắc Triều Tiên đã vượt vĩ tuyến 38 tấn công xuống lãnh thổ Nam Triều Tiên, khiến Chiến tranh Triều Tiên bùng nổ. Con tàu hoàn tất đợt tập trận của Khối NATO trước khi quay trở về Newport vào ngày 10 tháng 10, và chuẩn bị để tham gia vào lực lượng hải quân được phái sang phục vụ tại Viễn Đông. Lên đường vào ngày 3 tháng 1, 1951 và đi ngang kênh đào Panama, nó đi đến cảng Pusan vào ngày 5 tháng 2. Trong bốn tháng hoạt động tại vùng chiến sự, nó đã hộ tống lực lượng đặc nhiệm tàu sân bay trong hoạt động không kích các mục tiêu đối phương, phục vụ chống tàu ngầm và dẫn đường cho máy bay tuần tra không chiến (CAP). Nó cũng canh phòng máy bay cho các hoạt động của tàu sân bay tại eo biển Đài Loan, nhằm hỗ trợ cho lực lượng phe Quốc dân Đảng đã rút lui về Đài Loan chống lại phe Trung Cộng. Chiếc tàu khu trục rời khu vực Viễn Đông vào tháng 6 để quay trở về nhà qua lối Địa Trung Hải, hoàn tất một chuyến đi vòng quanh thế giới khi về đến Newport vào ngày 8 tháng 8.

### 1953 - 1964

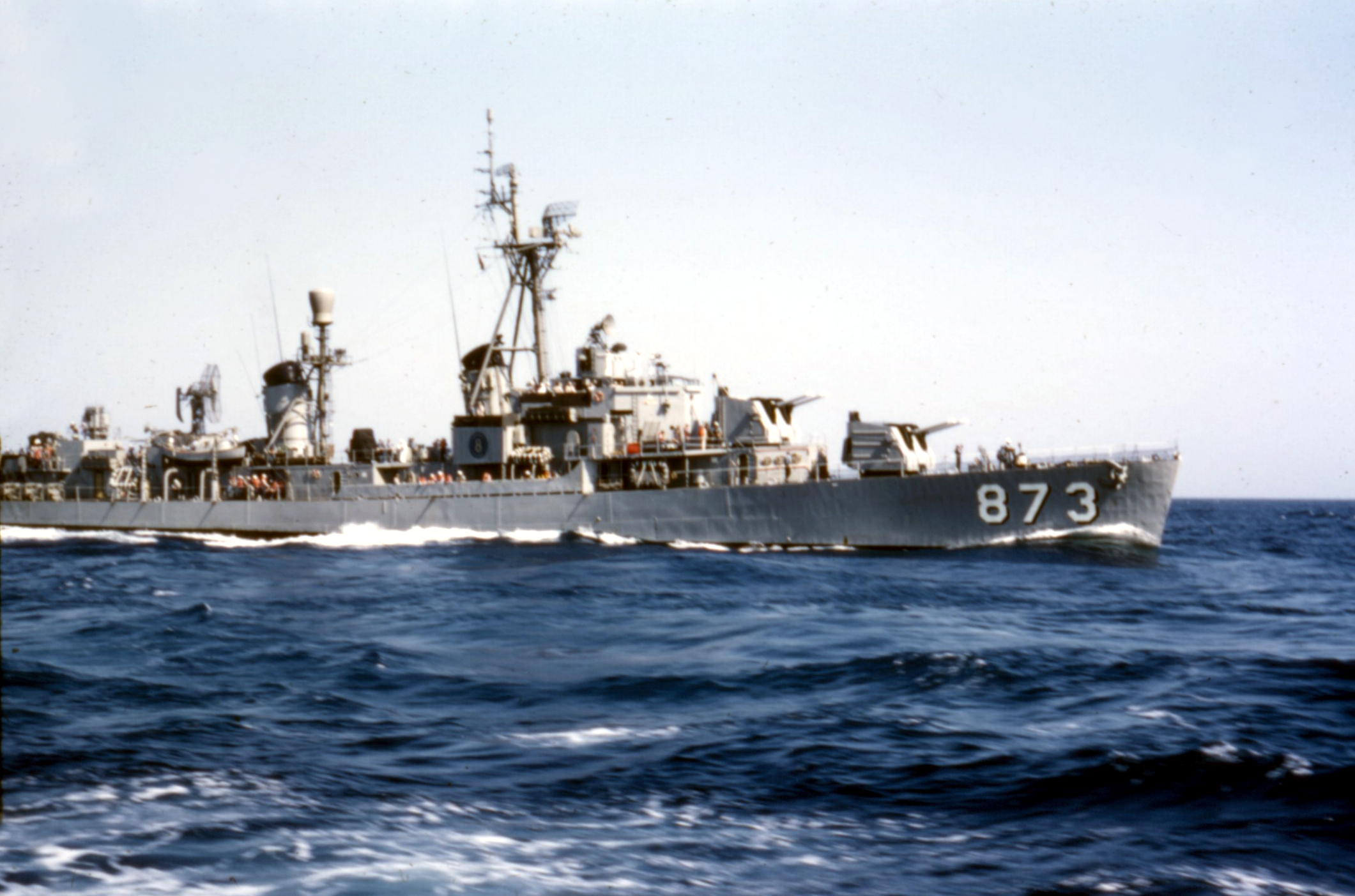
Hawkins trên đường đi tại Địa Trung Hải, ngày 9 tháng 9 năm 1957.

Trong những năm tiếp theo, Hawkins luân phiên các hoạt động tuần tra và huấn luyện tại vùng biển Tây Đại Tây Dương với những chuyến đi sang khu vực Địa Trung Hải để phục vụ cùng Đệ Lục hạm đội. Nó đang có mặt tại khu vực Đông Địa Trung Hải vào mùa Hè năm 1956, khi xảy ra vụ Khủng hoảng kênh đào Suez đe dọa đến nền hòa bình và an ninh tại khu vực. Con tàu chuyển đến cảng nhà mới Mayport, Florida vào ngày 18 tháng 8, 1960, và cùng với Hải đội Khu trục 8 tiến hành các cuộc tập trận tại khu vực Bahamas và vùng biển Caribe cùng một lượt phái đi hoạt động cột mốc radar canh phòng ngoài khơi bờ biển Nicaragua, trước khi quay trở về Mayport vào tháng 12, 1960.
Hawkins lại tiếp nối nhịp điệu được phái sang phục vụ tại Địa Trung Hải vào tháng 1, 1961. Cũng trong năm này nó tham gia một Đội đặc nhiệm để hoạt động thử nghiệm phóng tên lửa vào không gian từ mũi Canaveral, Florida. Sau khi phát hiện ra tên lửa đạn đạo tầm trung mang đầu đạn hạt nhân được bố trí tại Cuba vào tháng 10, 1962, khiến đưa đến vụ Khủng hoảng tên lửa Cuba, chiếc tàu khu trục được huy động vào lực lượng hải quân "cô lập" hàng hải hòn đảo này, và đã tuần tra tại vùng biển Caribe từ cuối tháng 10 cho đến tháng 12, cho đến khi vụ khủng hoảng được giải quyết bằng con đường thương lượng hòa bình.
Một lượt biệt phái sang phục vụ tại khu vực Địa Trung Hải được Hawkins thực hiện vào tháng 1, 1963, và nó quay trở về Mayport vào tháng 7. Sang tháng 8, nó tham gia hoạt động thử nghiệm kiểu tên lửa đạn đạo phóng từ tàu ngầm UGM-27 Polaris tại vùng biển Caribe phối hợp cùng tàu ngầm Alexander Hamilton (SSBN-617). Trong năm tháng tiếp theo sau, nó hoạt động cùng các tàu sân bay ngoài khơi Florida và vùng biển Caribe, rồi tiếp tục thử nghiệm phóng tên lửa Polaris cùng với tàu ngầm Andrew Jackson (SSBN-619) vào tháng 2, 1964.
Hawkins đi đến Xưởng hải quân Boston tại Boston, Massachusetts vào ngày 21 tháng 3, nơi nó được sửa chữa và đồng thời nâng cấp trong khuôn khổ Chương trình Hồi sinh và Hiện đại hóa Hạm đội (FRAM: Fleet Rehabilitation and Modernization). Trong đợt này, ngoài nhiều cải tiến nhằm kéo dài tuổi thọ phục vụ, nó còn được bổ sung những cảm biến và vũ khí chống ngầm, bao gồm tên lửa chống ngầm RUR-5 ASROC và máy bay trực thăng không người lái chống ngầm Gyrodyne QH-50 DASH. Con tàu được xếp lại lớp như một tàu khu trục thông thường, và lấy lại ký hiệu lườn cũ DD-873 vào ngày 1 tháng 4, 1964. Việc nâng cấp FRAM hoàn tất vào cuối năm 1964.

### 1964 - 1979

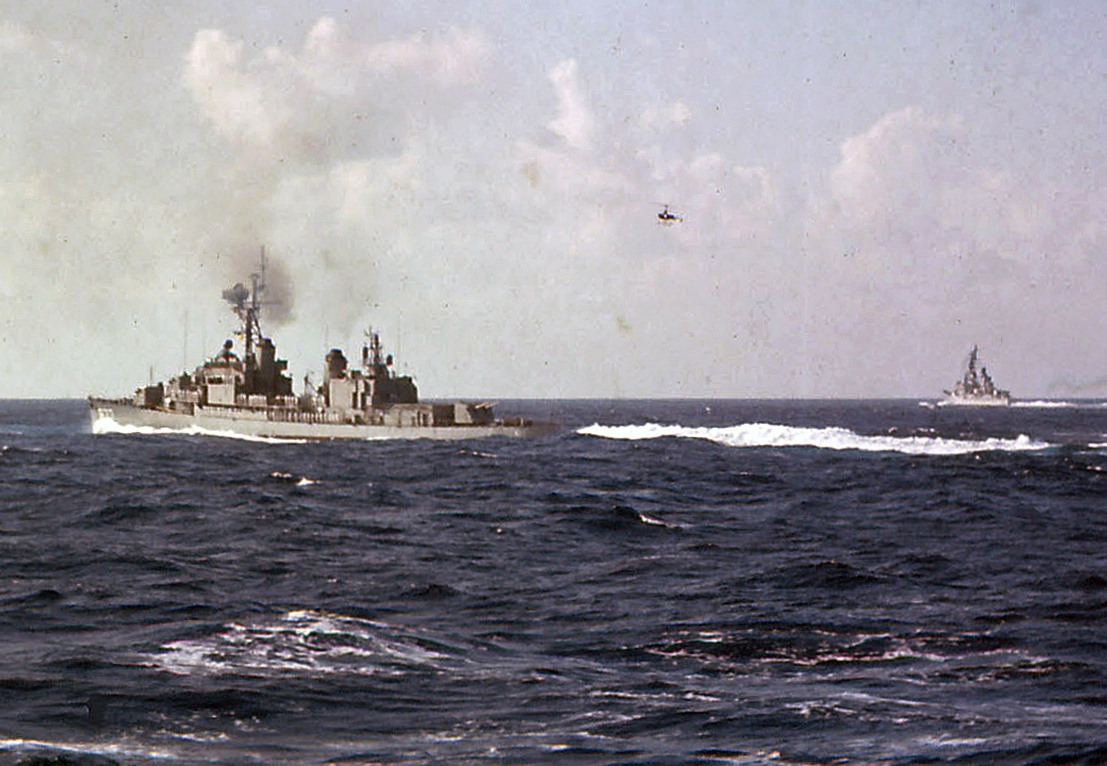
USS Hawkins cùng với một máy bay trực thăng không người lái DASH, khoảng năm 1965

Được điều động sang Hải đội Khu trục 24, Hawkins hoạt động thường lệ từ cảng Newport cho đến ngày 29 tháng 9, khi nó lên đường để làm nhiệm vụ tại Viễn Đông. Đi ngang qua kênh đào Panama và vùng bờ Tây, nó gia nhập Đệ Thất hạm đội vào ngày 23 tháng 11, và trong ba tháng tiếp theo đã phục vụ canh phòng máy bay cho các tàu sân bay hoạt động tại biển Đông và vịnh Bắc Bộ; nó cũng hoạt động bắn hải pháo hỗ trợ cho trận chiến trên bộ dọc theo bờ biển Nam Việt Nam, trong khuôn khổ cuộc Chiến tranh Việt Nam. Hoàn tất lượt hoạt động, nó rời căn cứ vịnh Subic, Philippines vào tháng 2, 1966, và quay trở về Hoa Kỳ theo lối kênh đào Suez, về đến Newport vào ngày 8 tháng 4.
Trong những tháng tiếp theo, Hawkins tham gia các cuộc tập trận tại vùng bờ Đông và vùng biển Caribe. Khởi hành từ Newport vào ngày 28 tháng 11, 1966, nó gia nhập Đệ Lục hạm đội tại Gibraltar vào ngày 8 tháng 12, và đảm nhiệm vai trò soái hạm của Hải đội Khu trục 24. Trong hơn ba tháng tiếp theo nó hoạt động suốt trong khu vực Địa Trung Hải, trải rộng từ Tây Ban Nha cho đến Hy Lạp, trước khi quay trở về Newport vào ngày 20 tháng 3, 1967. Con tàu tiếp tục hoạt động dọc theo bờ biển Đại Tây Dương, trải dài từ vùng New England cho đến Florida, cho đến giữa năm 1967.
Hawkins đi đến Xưởng hải quân Boston để được đại tu vào giữa năm 1967, và sau khi hoàn tất công việc trong xưởng tàu, nó lên đường đi sang khu vực vịnh Guantánamo, Cuba để chạy thử máy huấn luyện.
Vào ngày 11 tháng 2, 1969, Hawkins đang hoạt động thực hành ngoài khơi bờ biển Cuba, phối hợp cùng Chopper (SS-342) khi chiếc tàu ngầm bị một tai nạn suýt trở thành thảm họa. Chopper đang lặn với tốc độ 7–9 kn (13–17 km/h) ở độ sâu 150 ft (46 m) khi bất ngờ bị mất điện; nó bị chìm thẳng đứng và đuôi tàu xuống đến độ sâu khoảng 1.011 ft (308 m), khi nó bắt đầu nổi trở lại được và trồi lên mặt biển. Hư hại nặng do vụ tai nạn đã khiến Chopper được cho xuất biên chế và rút đăng bạ ngay sau đó.
Sang tháng 7, 1969, Hawkins đi đến khu vực mũi Canaveral, Florida để hoạt động thử nghiệm tên lửa đạn đạo phóng từ tàu ngầm UGM-24 Polaris phối hợp cùng tàu ngầm Anh Renown (S26). Kết quả của cuộc thử nghiệm thành công như mong đợi; nhưng ngay sau đó trong một thử nghiệm tương tự tiến hành cùng với tàu ngầm Hoa Kỳ Thomas Jefferson (SSBN-618), vụ phóng bị hủy bỏ ngay sau khi phóng lên.
Hawkins tham gia vào chương trình không gian của Hoa Kỳ vào tháng 11, 1969, khi nó được điều vào Lực lượng Thu hồi Đại Tây Dương phục vụ cho chuyến bay của tàu không gian Apollo 12. Con tàu được tăng cường một cần cẩu cùng một Đội phá hoại dưới nước (UDT: Underwater Demolition Team) hải quân nhằm chuẩn bị cho hoạt động thu hồi tàu không gian tại khu vực dự phòng Đại Tây Dương, trong trường hợp địa điểm hạ cánh chính tại Thái Bình Dương bị hủy bỏ. Đến tháng 12, 1969, chiếc tàu khu trục chuyển cảng nhà từ Newport, Rhode Island đến Norfolk, Virginia.
Vào năm 1970, tàu khu trục Steinaker (DD-863), trong thành phần Lực lượng Thường trực đặc biệt của Khối NATO tại Bắc Đại Tây Dương, được cử tham gia cuộc Tập trận Atlantic Ice. Tuy nhiên Steinaker bị mắc cạn đang khi cơ động di chuyển với vận tốc 25 kn (46 km/h) tại một vịnh biển gần Harstad, Na Uy. Hawkins được cử tham gia cuộc tập trận thay thế cho Steinaker. Sau đó nó gặp gỡ Steinaker tại Bergen, Na Uy, giúp chất dỡ đạn dược khỏi con tàu để Steinaker có thể được sửa chữa tại xưởng tàu ở Haakonsvern. Hawkins rời Bergen để đi Oslo, hoạt động thực hành trên đường đi ở ngoài vòng Bắc Cực; và sau khi tập trận tại khu vực Bắc Hải nó đi đến Kiel, Đức và sau đó là Copenhagen, Đan Mạch vào giữa tháng 5, rồi tiếp tục viếng thăm các các cảng Antwerpen, Bỉ và Plymouth, Anh. Rời Plymouth vào cuối tháng 5, lực lượng thực hành cùng một tàu ngầm Pháp trong vịnh Biscay trước khi đi đến Lisbon, Bồ Đào Nha.
Vào ngày 9 tháng 2, 1971, Hawkins tiếp tục tham gia vào Chương trình Apollo khi phục vụ như tàu thu hồi dự phòng cho chuyến bay Apollo 14 tại Đại Tây Dương. Vào mùa Xuân năm 1977, nó được phái sang phục vụ cùng Đệ Lục hạm đội tại khu vựa Địa Trung Hải, hoạt động trong thành phần một đội tách chiến tàu sân bay cũng như độc lập cho đến tháng 10. Con tàu quay trở về Norfolk và bắt đầu chuyển sang phục vụ huấn luyện cùng Hải quân Dự bị Hoa Kỳ.
Trong giai đoạn 1977-1979, Hawkins hoạt động như một tàu huấn luyện cho nhân sự Hải quân Dự bị tại Philadelphia. Cuối cùng nó được cho xuất biên chế đồng thời rút tên khỏi danh sách Đăng bạ Hải quân vào ngày 1 tháng 10, 1979.

### ROCSTse Yang
Chiếc tàu khu trục được chuyển cho Đài Loan vào ngày 1 tháng 3, 1983, và nhập biên chế cùng Hải quân Trung Hoa dân quốc như là chiếc ROCS Shao Yang (cách gọi khác là Tze Yang). Nó được tháo dỡ vào cuối những năm 1990, nhưng một phần cấu trúc thượng tầng của nó hiện đang được trưng bày tại bảo tàng ở Đài Loan.

## Phần thưởng
Hawkins được tặng thưởng hai Ngôi sao Chiến trận do thành tích phục vụ trong Chiến tranh Triều Tiên.